# Hieracium jubaticeps
Hieracium jubaticeps es una especie de planta con flor del género Hieracium, de la familia Asteraceae, orden Asterales.

## Distribución
Hieracium jubaticeps se distribuye por Macedonia del Norte.

## Taxonomía
Fue descrita científicamente por Behr & Zahn.
Tratamiento taxonómico
La especie aparece registrada y publicada en P.F.A.Ascherson & K.O.R.Graebner, Syn. Mitteleur. Fl.